# The John Lennon Collection
The John Lennon Collection – kompilacyjny album Johna Lennona, wydany w 1982 przez EMI. Płyta była pierwszym pośmiertnym wydawnictwem zawierającym muzykę Johna. Na albumie znalazły się najlepsze single oraz piosenki z albumów długogrających Lennona.
Lista utworów z pierwszej strony albumu bardzo przypomina tą z Shaved Fish, pierwszej składanki piosenek Lennona, wydanej w 1975. Na drugiej stronie zamieszczono utwór Stand By Me oraz większość utworów Johna z ostatniego albumu Double Fantasy. W amerykańskiej wersji albumu zabrakło utworów Happy Xmas (War Is Over) oraz Stand By Me, dlatego że nie były one hitami na tamtejszym rynku muzycznym - nie weszły nawet do notowań list przebojów.
W 1989 album został ponownie wydany, tym razem już w formie płyty CD. W Wielkiej Brytanii dodano do niego dwa utwory - Move Over Ms. L. oraz Cold Turkey - w USA natomiast, poza tymi piosenkami, dodano jeszcze te, które w oryginalnej edycji wydane zostały tylko na Wyspach Brytyjskich (Stand By Me oraz Happy Xmas (War Is Over)).
The John Lennon Collection, jako pierwsze pośmiertne wydawnictwo Lennona podbiło listy przebojów. W Wielkiej Brytanii płyta okupowała pierwsze miejsce, w USA natomiast była trzydziesta trzecia, ale osiągnęła status potrójnej platynowej płyty. Na obu okładkach płyty zamieszczono zdjęcia z ostatniej sesji fotograficznej przeprowadzonej w życiu Lennona (8 grudnia 1980) przez Annie Leibovitz.

## Lista utworów
Wszystkie piosenki napisane przez Johna Lennona, poza zaznaczonymi.
| 1.  | „Give Peace a Chance”                                                                                                  | 4:52    |
|     | |         |
| 2.  | „Instant Karma!” | 3:20    |
|     | |         |
| 3.  | „Power to the People”                                                                                                  | 3:16    |
|     | |         |
| 4.  | „Whatever Gets You Thru the Night”                                                                                     | 3:17    |
|     | |         |
| 5.  | „#9 Dream” | 2:46    |
|     | |         |
| 6.  | „Mind Games” | 4:12    |
|     | |         |
| 7.  | „Love” | 3:22    |
|     | |         |
| 8.  | „Happy Xmas (War Is Over)” (John Lennon/Yoko Ono) w pierwszej edycji utwór zamieszczony tylko w brytyjskiej wersji     | 3:33    |
|     | |         |
| 9.  | „Imagine” | 3:02    |
|     | |         |
| 10. | „Jealous Guy” | 4:14    |
|     | |         |
| 11. | „Stand by Me” (Jerry Leiber/Mike Stoller/Ben E. King) w pierwszej edycji utwór zamieszczony tylko w brytyjskiej wersji | 3:25    |
|     | |         |
| 12. | „(Just Like) Starting Over”                                                                                            | 3:55    |
|     | |         |
| 13. | „Woman” | 3:25    |
|     | |         |
| 14. | „I'm Losing You” | 3:57    |
|     | |         |
| 15. | „Beautiful Boy (Darling Boy)”                                                                                          | 4:01    |
|     | |         |
| 16. | „Watching the Wheels”                                                                                                  | 3:31    |
|     | |         |
| 17. | „Dear Yoko” | 2:33    |
|     | |         |
| 18. | „Move Over Ms. L.” • utwór bonusowy, dodany do reedycji CD z roku 1989                                                 | 2:56    |
|     | |         |
| 19. | „Cold Turkey” • utwór bonusowy, dodany do reedycji CD z roku 1989                                                      | 5:01    |
|     | |         |
|     | | 1:08:38 |
|     | |         |